# Victor Lanoux
Pour les articles homonymes, voir Lanoux et Nataf.
Victor Nataf, dit Victor Lanoux, né le 18 juin 1936 dans le  14e arrondissement de Paris et mort le 4 mai 2017 à Vaux-sur-Mer, est un acteur, producteur, scénariste et auteur de théâtre français.
Fort d'une carrière marquée par plus de quarante rôles au cinéma, une vingtaine au théâtre, plus de vingt-cinq téléfilms et une quinzaine de séries, il a notamment interprété le rôle principal du film Cousin, Cousine (1975) de Jean-Charles Tacchella, qui lui a valu une nomination pour le César du meilleur acteur. Acteur de théâtre et de cinéma renommé, il est aussi connu pour avoir été le célèbre brocanteur de la série télévisée Louis la Brocante, diffusée sur France 3.

## Biographie

### Jeunesse
Le 18 juin 1936, Victor Robert Nataf naît dans le 14e arrondissement de Paris d'un père juif tunisien originaire de Sfax, arrivé en France à l'âge de 16 ans et qui ne travaillera jamais de sa vie, préférant jouer au Tiercé et à d'autres jeux d'argent pour gagner sa vie, et d'une mère catholique normande. Il est baptisé catholique. Lors de la Seconde Guerre mondiale, ses parents se séparent de lui et le renomment Lanoux pour le protéger. Son père est interné au camp de Drancy, mais ne sera pas déporté. En 1943, il est envoyé avec sa sœur aînée dans la Creuse, au hameau de La Chenaud, à La Chapelle-Taillefert. Le petit Victor Nataf, hébergé par un couple de paysans, Alice et Eugène Ribière, y vit jusqu'à ses neuf ans puis retourne vivre chez ses parents en banlieue parisienne où une vie miséreuse l'attend, il doit se nourrir à la Soupe populaire.
Dès l'âge de 14 ans, certificat d'études en poche, il travaille comme apprenti-vernisseur (au tampon), poseur de stores et enfin ouvrier spécialisé aux usines Simca.
Après un engagement de parachutiste de 19 à 22 ans, il entre comme machiniste aux studios de Boulogne, où il a l'idée de devenir comédien en observant Anthony Quinn sur le plateau de Notre-Dame de Paris. Ayant lu une annonce dans la revue Cinémonde, il décide de suivre les cours par correspondance pour devenir acteur, cours proposés par Cinémas du monde et le Conservatoire indépendant du cinéma français. Il reçoit chaque semaine des feuilles d'exercices où il doit notamment se mettre devant un miroir et répéter cinquante fois la même phrase. Il y a un examen final qui se fait devant une caméra en bois.

### Carrière
La carrière de Victor Lanoux est riche de plus de quarante rôles au cinéma, une vingtaine au théâtre, plus de vingt-cinq téléfilms et une quinzaine de séries.
Il débute dans Le Théâtre de la jeunesse de Claude Santelli et fait une tournée théâtrale qui l'amène notamment à Guéret, ce qui lui permet d'aller revoir la femme, devenue veuve, qui l'a hébergé et caché pendant la guerre.
Il fait ensuite du cabaret avec Pierre Richard. Pendant cinq ans, les deux compères écrivent des sketches qu'ils interprètent dans la plupart des cabarets de la rive gauche — dont le sketch célèbre dit des gifles en 1965 — et souvent en première partie des concerts de Georges Brassens.
De 1964 à 1969, il joue au Théâtre national populaire (TNP) dans Hamlet, La Résistible Ascension d'Arturo Ui, La Folle de Chaillot, etc..
En 1973, le grand public le découvre au cinéma dans le rôle d'un des fils Dominici dans L'Affaire Dominici de Claude Bernard-Aubert, tourné l'année précédente avec Jean Gabin dans le rôle principal. Au cinéma, il se construit un personnage fort, costaud, comparable à l'époque à l'acteur Michel Constantin.
En 1975, il accède à la notoriété grâce au rôle de Ludovic dans Cousin, Cousine de Jean-Charles Tacchella, ce qui lui vaut une nomination pour le César du meilleur acteur. Puis il tourne dans de nombreux films, dont Un éléphant ça trompe énormément et Nous irons tous au paradis d'Yves Robert.
Il écrit également pour le théâtre : Le Tourniquet en 1973, Le Péril bleu ou Méfiez-vous des autobus en 1974, La Ritournelle en 1989, qui lui vaut une nomination aux Molières et Drame au concert en 1994.
En 1977, lors du tournage du film La Carapate, il retrouve Pierre Richard et se lie d'amitié avec le comédien Raymond Bussières qui, comme lui, se définit comme « artiste du peuple ».
En 1978, il crée « Les Films de la Drouette », société avec laquelle il produit plusieurs de ses films (Un si joli village, Les Chiens, Une sale affaire, Boulevard des assassins) ainsi que le film de Peter Kassovitz Au bout du bout du banc. La même année il aide financièrement Christian Varini, lui-même comédien, pour la reprise du Point-Virgule, une salle de spectacles dans le quartier du Marais à Paris.

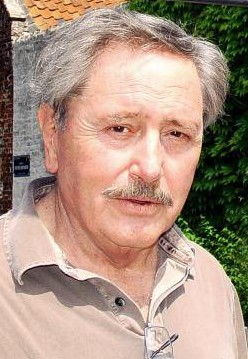
Victor Lanoux en 2007, tournage de Louis la Brocante.

Le 18 octobre 2007, il est pris d'un malaise sur le tournage de Louis la Brocante, la série dont il est le personnage principal sur France 3. L'opération d'un anévrisme de l'aorte, prévue depuis plusieurs mois, est avancée et réalisée le 23 novembre 2007. Victor Lanoux se réveille paraplégique. Malgré le peu d'espoir de ses médecins, avec le soutien de Véronique, sa future épouse, scripte sur la série, il reprend peu à peu le dessus, après plusieurs mois de rééducation à Garches, puis à Rambouillet, ce qui lui permettra de reprendre le 4 octobre 2008 le tournage, adapté à son handicap, du 35ème épisode de Louis la Brocante. Il narrera cet épisode douloureux de sa vie, avec des retours sur son enfance malheureuse, dans un livre sorti en 2009, intitulé Laisser flotter les rubans.
En 2010, il tourne deux épisodes de Louis la Brocante et affirme avoir récupéré 95 % de ses moyens. Le 20 novembre 2012, il annonce la fin de la série. Le dernier épisode est diffusé le 4 mars 2014. 
Il prend sa retraite à Royan, dans une résidence du quartier du Parc.

### Vie privée
Victor Lanoux a épousé en premières noces Nicole, avec laquelle il a eu ses trois enfants : Richard, né en 1959, Emmanuelle, née en 1963 et Stéphanie, née en 1972. Il a ensuite eu une longue relation avec Marie-José Nat. Le 18 décembre 2007 à Droue-sur-Drouette, il épouse la réalisatrice Véronique Langlois.
Sa fille aînée Emmanuelle Nataf est costumière, sa fille cadette Stéphanie Lanoux, née en 1972, est actrice et son fils Richard est scénariste.

### Mort
Dans la nuit du 3 au 4 mai 2017, Victor Lanoux meurt, à l'âge de 80 ans, au centre hospitalier de Royan — situé dans la commune voisine de Vaux-sur-Mer — où il est hospitalisé et dans le coma depuis plusieurs jours à la suite d’un accident vasculaire cérébral,.
Le 11 mai 2017 à Royan, les obsèques de Victor Lanoux se déroulent dans la plus stricte intimité. Les cendres de l'acteur, grand amateur de pêche, sont dispersées le lendemain dans une rivière, « afin de rendre aux poissons ce qu'il leur a pris », selon les dernières volontés de l'acteur.

## Théâtre

### En tant que comédien
- 1962 : Le Bourgeois gentilhomme de Molière, mise en scène Jean-Pierre Darras, théâtre Hébertot
- 1962 : Tartuffe de Molière, mise en scène Roger Planchon, théâtre de la Cité de Villeurbanne
- 1964 : La Tragédie de la vengeance d'après Cyril Tourneur, mise en scène Francis Morane et Jean Serge, théâtre Sarah-Bernhardt
- 1965 : Hamlet de William Shakespeare, mise en scène Georges Wilson, TNP théâtre de Chaillot puis Festival d'Avignon
- 1965 : L'Illusion comique de Corneille, mise en scène Georges Wilson, TNP, Festival d'Avignon (cour d'honneur du palais des papes)
- 1965 : La Folle de Chaillot de Jean Giraudoux, mise en scène Georges Wilson, TNP, théâtre de Chaillot
- 1966 : Le Cheval évanoui de Françoise Sagan, mise en scène Jacques Charon, théâtre du Gymnase
- 1968 : Le Cheval évanoui de Françoise Sagan, mise en scène Jacques Charon, théâtre du Gymnase puis théâtre des Ambassadeurs
- 1969 : La Résistible Ascension d'Arturo Ui de Bertolt Brecht, mise en scène Georges Wilson, TNP, théâtre de Chaillot
- 1973 : Le Tourniquet de Victor Lanoux, mise en scène Yves Bureau, théâtre Rive Gauche
- 1974 : Le Péril bleu ou méfiez-vous des autobus de et mise en scène Victor Lanoux, théâtre des Mathurins
- 1981 : Au Bonheur des Dames d'après Émile Zola, mise en scène Jacques Échantillon, Les Tréteaux du Midi, théâtre de la Ville
- 1985 : Voisin Voisine d'après Jerome Chodorov, mise en scène Pierre Mondy, théâtre du Palais-Royal ; reprise en 1986 au théâtre Montansier
- 1987 : Le Tourniquet de et mise en scène Victor Lanoux, théâtre des Bouffes-Parisiens ; reprise en 1988 au théâtre des Célestins
- 1991 : Même heure l'année prochaine de Bernard Slade, mise en scène Roger Vadim, théâtre Édouard VII
- 1994 : Drame au concert de et mise en scène Victor Lanoux, théâtre Hébertot
- 2000 : Staline Mélodie de David Pownall, mise en scène Régis Santon, théâtre Silvia-Monfort

### En tant que metteur en scène
- 1973 : Le Tourniquet de Victor Lanoux, théâtre Rive Gauche
- 1974 : Le Péril bleu ou Méfiez-vous des autobus de Victor Lanoux, théâtre des Mathurins
- 1976 : Qui est qui ? de Keith Waterhouse et Willis Hall, adaptation Albert Husson, théâtre Moderne

### En tant qu'auteur
- 1973 : Le Tourniquet, théâtre Rive Gauche
- 1974 : Le Péril bleu ou méfiez-vous des autobus, théâtre des Mathurins
- 1989 : La Ritournelle, théâtre des Bouffes-Parisiens
- 1994 : Drame au concert, théâtre Hébertot

## Filmographie

### Cinéma
- 1953 : Mam'zelle Nitouche d'Yves Allégret : le coiffeur du régiment[27]
- 1965 : La Vieille Dame indigne de René Allio : Pierre
- 1966 : La Vie normale d'André Charpak : Jean-Pierre
- 1967 : Tu seras terriblement gentille de Dirk Sanders : René
- 1972 : L'Affaire Dominici de Claude Bernard-Aubert : Gustave Dominici
- 1972 : Trois Milliards sans ascenseur de Roger Pigaut : Gino
- 1973 : Elle court, elle court la banlieue de Gérard Pirès : Georges
- 1973 : Deux Hommes dans la ville de José Giovanni : Marcel
- 1973 : Je sais rien, mais je dirai tout de Pierre Richard : un ouvrier
- 1975 : Folle à tuer d'Yves Boisset : Georges
- 1975 : Adieu poulet de Pierre Granier-Deferre : Pierre Lardatte
- 1975 : Cousin, Cousine de Jean-Charles Tacchella : Ludovic
- 1975 : Dupont Lajoie d'Yves Boisset : l'ancien para des djebels
- 1976 : Une femme à sa fenêtre de Pierre Granier-Deferre : Michel Boutros
- 1976 : Un éléphant ça trompe énormément d'Yves Robert : Bouly
- 1977 : Le Passé simple de Michel Drach : François
- 1977 : Un moment d'égarement de Claude Berri : Jacques
- 1977 : Nous irons tous au paradis d'Yves Robert : Bouly
- 1978 : La Carapate de Gérard Oury : Martial Gaulard
- 1979 : Les Chiens d'Alain Jessua : le docteur Henri Ferret
- 1979 : Un si joli village d'Étienne Périer : Stéphane Bertin
- 1979 : Au bout du bout du banc de Peter Kassovitz : Ben Oppenheim
- 1980 : Retour en force de Jean-Marie Poiré : Adrien Blausac
- 1981 : La Revanche de Pierre Lary : le commissaire Albert Joubert
- 1981 : Une sale affaire d'Alain Bonnot : le commissaire Novak
- 1982 : Y a-t-il un Français dans la salle ? de Jean-Pierre Mocky : Horace Tumelat
- 1982 : Boulevard des assassins de Boramy Tioulong : Charles Vallorba
- 1983 : Stella de Laurent Heynemann : le Suisse
- 1983 : Un dimanche de flic de Michel Vianey : Franck
- 1984 : La Triche de Yannick Bellon : le commissaire Michel Verta
- 1984 : Louisiane de Philippe de Broca : Charles de Vigors
- 1984 : Canicule d'Yves Boisset : Horace
- 1984 : Les Voleurs de la nuit de Samuel Fuller : l'inspecteur Farbet
- 1984 : La Smala de Jean-Loup Hubert : Robert
- 1985 : Bonjour les vacances 2 (National Lampoon's European Vacation) d'Amy Heckerling : le malfrat à l'agence de voyages en Italie
- 1986 : Le Lieu du crime d'André Téchiné : Maurice
- 1987 : Sale Destin de Sylvain Madigan : François Marboni
- 1989 : L'Invité surprise de Georges Lautner : Charles
- 1989 : Rouge Venise d'Étienne Périer : ?
- 1992 : Le Bal des casse-pieds d'Yves Robert : Frank
- 1997 : Les Démons de Jésus de Bernie Bonvoisin : Jo
- 1998 : Les Grandes Bouches de Bernie Bonvoisin : Armand
- 1999 : La Position de l'escargot de Mishka Saal : Dédé
- 2001 : Reines d'un jour de Marion Vernoux : Maurice Degombert

### Box-office
| Film                             | Date de sortie    | Réalisateurs  | Entrées           |
| -------------------------------- | ----------------- | ------------- | ----------------- |
| Un éléphant ça trompe énormément | 22 septembre 1976 | Yves Robert   | 2 925 868 entrées |
| La Carapate                      | 11 octobre 1978   | Gérard Oury   | 2 923 257 entrées |
| Deux hommes dans la ville        | 25 octobre 1973   | José Giovanni | 2 457 900 entrées |
| Nous irons tous au paradis       | 9 novembre 1977   | Yves Robert   | 2 080 789 entrées |

### Télévision

#### Téléfilms
- 1961 : Les Mystères de Paris de Marcel Cravenne : Martial
- 1963 : La Chasse ou l'Amour ravi d'Alain Boudet : Oration
- 1967 : Par quatre chemins
- 1968 : Le Crime de Lord Arthur Saville d'André Michel : Lord Arthur
- 1969 : La Veuve rusée de Jean Bertho d'après Carlo Goldoni : ?
- 1969 : Le Soleil des eaux de Jean-Paul Roux : Francis Abondance
- 1970 : À corps perdu d'Abder Isker : Christian Gauetti
- 1970 : À contre soleil de Dirk Sanders : Michel
- 1970 : Mont-Cinère de Jean-Paul Roux : Frank Stevens
- 1971 : L'Objet perdu d'André Michel : Jacques Joubes
- 1972 : Pouchkine de Jean-Paul Roux d'après Henri Troyat : Sobolevsky
- 1973 : Histoire d'une fille de ferme de Claude Santelli : Jacques
- 1974 : Vani la merveille de Jean-Pierre Marchand : Vani
- 1975 : La Mort d'un guide de Jacques Ertaud : Maurice Merinchal
- 1975 : Le Bel Indifférent  de Jean Cocteau, mise en scène Jean Marais : Emile
- 1984 : Les Fils des alligators d'André Farwagi : Michel Corleone
- 1996 : Je m'appelle Régine de Pierre Aknine : Joseph
- 1996 : Cap Danger de Fred Gerber : Lucien Basso
- 1996 : Chauffeur de maître d'Alain Nahum : Thève Maravilliers
- 1998 : L'Alambic de Jean Marbœuf : Amédée
- 1998 : Belle Grand-mère de Marion Sarraut : Pacha
- 1999 : Le Frère irlandais de Robin Davis : Jean Langlois
- 2001 : Belle Grand Mère "La Trattoria" de Marion Sarraut : Pacha
- 2003 : Pierre et Farid de Michel Favart : Pierre Marcellin
- 2012 : La Femme cachée de Michel Favart : Marc Delvaux
- 2013 : Dommages collatéraux de Michel Favart : Régis Morel
- 2015 : Le Port de l'oubli de Bruno Gantillon[28] : Vincent Lagarde

#### Séries télévisées
- 1962 : Le Théâtre de la jeunesse, épisode Gavroche d'Alain Boudet d'après Les Misérables de Victor Hugo : Enjolras
- 1962 : Le Théâtre de la jeunesse, épisode La Fille du capitaine : Petrouchka
- 1963 : Le Théâtre de la jeunesse, épisode Jean Valjean d'Alain Boudet d'après Les Misérables : Enjolras
- 1964 : Bayard de Claude Pierson : Bellabre
- 1964 : Le Théâtre de la jeunesse, épisode La Sœur de Gribouille : le brigadier
- 1968 : Les Chevaliers du ciel de François Villiers : Lantier (saison 2, épisodes 3, 4 et 5)
- 1968 : Affaire Vilain contre Ministère public de Robert Guez : Georges
- 1973 : La Ligne de démarcation, épisode Ernest de Jacques Ertaud : Ernest
- 1974 : Jean Pinot, médecin d'aujourd'hui
- 1986 : Série noire, épisode La Nuit du flingueur de Pierre Grimblat : Kant
- 1988 : Le Clan de Claude Barma : César Manotte (mini-série)
- 1989-1995 : Renseignements généraux : Roger Goupil (14 épisodes)
- 1993 : Maria des Eaux-Vives de Robert Mazoyer : Alexandre
- 1994 : Le Cascadeur (série télévisée), épisodes Le Saut de la mort et Le Grand Cirque : Richard Delaistre
- 1998-2014 : Louis la Brocante : Louis Roman (44 épisodes) - également coscénariste de trois épisodes
- 2006-2016 : Les Enquêtes du commissaire Laviolette : le commissaire Laviolette (8 épisodes)
  - Les Courriers de la mort de Philomène Esposito (2006)
  - Le Sang des Atrides de Bruno Gantillon (2010)
  - Le Tombeau d'Hélios de Bruno Gantillon (2011)
  - Le Secret des andrônes de Bruno Gantillon (2012)
  - Le Commissaire dans la truffière de Bruno Gantillon (2013)
  - Le parme convient à Laviolette de Bruno Gantillon (2014)
  - Les Charbonniers de la mort de Véronique Langlois (2015)
  - Le Crime de César de Bruno Gantillon (2016)[29]

## Œuvres

### Théâtre
- Victor Lanoux, Le Tourniquet, Paris, L'Avant-scène théâtre (no 520), 1973, 42 p..
- Victor Lanoux, Le Péril bleu ou Méfiez-vous des autobus, Paris, L’Avant-scène théâtre (no 556), 1975, 50 p..
- Victor Lanoux, L’Ouvre-boîte, Montréal, Leméac, 1976, 121 p. (ISBN 0-7761-0907-3).
- Victor Lanoux, Grand-père, L'Avant-scène théâtre (no 751), 1984
- Jérôme Chodorov (trad. Victor Lanoux), Voisin Voisine, Paris, L’Avant-scène théâtre (no 786), 1986, 50 p..
- Victor Lanoux, Drame au concert, 1994

### Autobiographies
- Victor Lanoux, Laissez flotter les rubans, Paris, Le Cherche midi, coll. « Documents », 2009, 270 p. (ISBN 978-2-7491-1400-2)
- Victor Lanoux, Deux heures à tuer au bord de la piscine, Paris, Le Cherche midi, coll. « Documents », 2014, 240 p. (ISBN 978-2-7491-3322-5).

## Distinctions

### Nominations
- César 1976 :
  - César du meilleur acteur pour Cousin, Cousine
  - César du meilleur acteur dans un second rôle pour Adieu poulet
- Molières 1989 : Molière de l'auteur pour La Ritournelle